# 岡本真理子
岡本 真理子（おかもと まりこ、現姓：中野、1951年12月28日 - ）は、日本の元女子バレーボール選手。1976年モントリオールオリンピックバレーボール女子金メダリスト。

## 来歴
大阪府出身。東大阪高等学校を経て、1970年にバレーボール実業団の日立武蔵（後に日立）に入部。
1972年に全日本入りし、ミュンヘンオリンピックで銀メダル、モントリオールオリンピックでは金メダル獲得に貢献した。
一方、国内では1973年からチーム主将を務め、日立の日本リーグ88連勝に大きく貢献した。1976年に現役引退。

## 著書
- 人生の金メダリストになるために（中経出版、1994年）ISBN 9784806107545
- あきらめないで（中経出版、1997年）ISBN 9784806110071